# Sokoleč
Pour les articles homonymes, voir Sokolec.
Sokoleč (en allemand : Sokoletsch) est une commune du district de Nymburk, dans la région de Bohême-Centrale, en République tchèque. Sa population s'élevait à 1 046 habitants en 2020.

## Géographie
Sokoleč se trouve à 5 km au sud de Poděbrady, à 11 km au nord-est de Nymburk et à 49 km à l'est de Prague.
La commune est limitée par Poděbrady au nord et au nord-est, par Pňov-Předhradí à l'est, par Velim au sud, par Cerhenice au sud-ouest, et par Vrbová Lhota à l'ouest.

## Histoire
La première mention écrite de la localité date de 1332.

## Transports
Par la route, Sokoleč se trouve à 6,3 km de Poděbrady, à 13,5 km de Nymburk et à 61 km de Prague.